# Peter Oliver
Peter Oliver, född 1594, död 1648, var en engelsk miniatyrmålare. Han var son till Isaac Oliver.
Peter Oliver var elev till fadern. Hans konst utgör en sammansmältning av den äldre realismen och van Dyck-skolans bravurmässiga elegans. Många av hans porträtt är kopior efter van Dyck, såsom hans huvudarbete Familjen Digby (på Nationalmuseum).